# Teleamazonas
Teleamazonas, est un réseau de télévision privé du Équateur.
Cette société de télévision est membre de l'Organisation des Télécommunications Ibéro-Américaines (OTI).
En 2016, le groupe Egas doit se défaire de Teleamazonas pour conserver la banque qu’il possède, puisque la loi équatorienne interdit dorénavant à un établissement financier de détenir plus de 6 % du capital d’un organe de presse.

## Chaînes alliés à l'étranger
| Pays      | Chaîne             |
| --------- | ------------------ |
| Colombie  | Caracol Televisión |
| Venezuela | Televen            |
| Pérou     | Frecuencia Latina  |
| Bolivie   | Unitel             |
| Bolivie   | Red ATB            |
| Chili     | Canal 13           |
| Argentine | Telefe             |
| Uruguay   | Monte Carlo TV     |
| Uruguay   | Teledoce           |
| Uruguay   | Saeta TV Canal 10  |
| Paraguay  | Telefuturo         |
| Mexique   | TV Azteca          |

## Émissions

### Actuels
- La Cucky, corazón rebelde (Teleamazonas 2012) (telenovela).
- Humor amarillo
- La Pola (RCN Televisión 2010 - 2011) (telenovela), avec Carolina Ramírez.
- Por ella soy Eva (Televisa 2012) (telenovela), avec Lucero Hogaza et Jaime Camil.
- Flor salvaje (Telemundo 2011) (telenovela), avec Mónica Spear et Roberto Manrique.
- El sexo débil (Cadenatres 2011) (telenovela), avec Itatí Cantoral et Raúl Méndez.
- Mujeres al límite (série)
- Vecinos

### Finis
- Gabriela
- Rosario Tijeras
- A corazón abieto (telenovela)
- Amor en custodia (telenovela)
- Nuevo Rico, Nuevo Pobre (telenovela)
- Las Aparicio (Cadenatres 2010) (telenovela)
- Brujas (Canal 13, 2005) (telenovela), avec Jorge Zabaleta, Carolina Arregui et María Elena Swett.

## Controverse
EN 2016, Teleamazonas est condamnée à présenter des excuses publiques pour avoir accusé faussement le Service national de contrats publics d’acquérir des médicaments génériques sans certification sanitaire.